# Jodakurli, Chikodi
Jodakurli là một làng thuộc tehsil Chikodi, huyện Belgaum, bang Karnataka, Ấn Độ.